# Riserva naturale Monti Eremita - Marzano
La riserva naturale Monti Eremita - Marzano è un'area naturale protetta situata nei comuni di Colliano, Laviano e Valva, in provincia di Salerno, facente parte dell'Ente Foce Sele-Tanagro e Monti Eremita-Marzano.

## Territorio
La riserva, istituita nel 1993, comprende il massiccio calcareo dei monti Eremita (1.579 m) e Marzano (1.527 m), tra il fiume Sele ed il confine con Muro Lucano, in Basilicata.
Con una superficie di 3.680 ettari, costituisce un'importante corridoio naturalistico fra i monti Picentini, l'Appennino lucano e la Basilicata.

## Flora
L'area presenta aree ricoperte a boschi, con alberi secolari, e vaste radure. Le specie vegetali maggiormente presenti sono: quercia, castagno, leccio, roverella, ornello, carpinella, ontano, faggio, acero.

## Fauna
Fra i mammiferi notevole importanza rivestono la presenza del lupo appenninico e del gatto selvatico.
Come uccelli, il falco pellegrino, l'averla piccola, il nibbio reale, la quaglia,  la beccaccia e il picchio rosso maggiore.

## Sentieri
- Sentiero CAI n.203: da Collianello, costeggiano le pendici del monte Marzano è possibile ammirare l'intera Valle del Sele.
- Sentiero CAI n.220: dalla località Fontana S. Angelo, si arriva, a circa 1.100 metri, alla località denominata Fontana di Cerasole dove il sentiero si incrocia con il sentiero CAI n.203.
- Sentiero del Brigante, Percorso Collianello-Piano di Pecore: suggestiva strada che partendo da Collianello, dopo alcuni tornanti con vista sull'intera valle del Sele, giunge in località Piano di Pecora, un vasto pianoro in parte coperto a bosco ed in parte radura.

## Monumenti e luoghi d'interesse
Oltre ai centri abitati di Colliano, Laviano e Valva ed i loro monumenti, sono da citare:
- Grotta di San Michele (Valva)
- Valva vecchia
- Villa D'Ayala (Valva)
- Caverna Valle della Grotta (Colliano)
- Percorso "Antiche Acque" (Colliano)

Riguardo agli altri comuni del Gruppo montuoso dei Monti Eremita - Marzano, non ricompresi nella riserva, ossia Buccino, Palomonte, Ricigliano, Romagnano al Monte, Salvitelle, San Gregorio Magno e Santomenna; punti d'interesse notevole sono:
- Ponte del Diavolo (Ricigliano)
- Borgo abbandonato di Romagnano al Monte
- Chiesa Santa Maria della Sperlonga (Palomonte)
- Villaggio medievale abbandonato di San Zaccaria (San Gregorio Magno)